# Wangunsari (Lembang)
Wangunsari is een bestuurslaag in het regentschap Bandung Barat van de provincie West-Java, Indonesië. Wangunsari telt 10.110 inwoners (volkstelling 2010).